# Закиев, Болат Сейтказынович
Болат Сейтказынович Закиев (каз. Зәкиев Болат Сейітқазыұлы; род. 25 августа 1950, с. Каратал, Зайсанский р-н, Восточно-Казахстанская область, КазССР) — представитель высшего командования КНБ Республики Казахстан, генерал-лейтенант, заместитель председателя КНБ — директор Пограничной Службы Республики Казахстан (1999—2008).

## Биография
Родился 25 августа 1950 года в с. Каратал Зайсанского района Восточно-Казахстанской области.
В 1971 году окончил Высшее пограничное командное училище Комитета государственной безопасности СССР им. Ф. Э. Дзержинского (Алма-Ата) по специальности общевойсковой командир,
С 1971 по 1978 год — офицер, старший офицер Восточного пограничного округа Комитета государственной безопасности СССР.
В 1981 году окончил Краснознаменный институт Комитета государственной безопасности СССР (Москва) по специальности экономист-международник.
С 1981 по 1984 годы — заместитель начальника отдела Восточного пограничного округа Комитета государственной безопасности СССР.
С 1984 по 1988 годы — старший оперативный сотрудник представительства Комитета государственной безопасности СССР при органах безопасности Афганистана.
С 1988 по 1991 годы — старший офицер отряда Восточного пограничного округа Комитета государственной безопасности СССР.
С 1991 по 1992 годы — заместитель начальника, начальник оперативного отдела Восточного пограничного округа Комитета государственной безопасности СССР, заместитель Командующего Пограничными войсками Комитета национальной безопасности Республики Казахстан.
С октября 1992 по май 1995 года — командующий Пограничными войсками — заместитель Председателя Комитета национальной безопасности Республики Казахстан.
С мая 1995 по март 1997 года — председатель Государственного комитета Республики Казахстан по охране государственной границы.
С июня 1997 по мюль 1999 года — заместитель генерального директора, Генеральный директор ЗАО «Group 4 Securities Kazakhstan».
С июля 1999 по 21 мая 2008 года — заместитель Председателя Комитета национальной безопасности — Директор Пограничной службы Республики Казахстан.
С 2008 года — в отставке по достижении предельного возраста нахождения на военной службе.

## Награды
- Орден «Данк» 2-й степени (2001)
- Орден Красной Звезды (1987)
- Орден «За храбрость» (Афганистан, 1985)
- Медали
- Почётная грамота Верховного Совета КазССР
- Почётная грамота Кыргызской Республики (12 июня 2002 года, Кыргызстан) — за заслуги в развитии военно-технического сотрудничества и укреплении пограничной службы Кыргызской Республики[2]